# ユミパン
『ユミパン』（YUMIPAN）は、2014年度フジテレビ新人アナウンサーの永島優美が司会を務めるフジテレビの深夜のトーク番組である。

## 概要
- フジテレビ新人女性アナウンサーが司会を務める「パン」シリーズの9代目。
- 2014年10月17日未明（16日深夜）スタート。三上真奈が司会を務めた『ミカパン』を引き継ぐ。
- 放送時間は、前作の「パン」シリーズ同様、金曜 0:35 - 0:50（木曜深夜）の15分枠。
- 2015年3月20日を以ってレギュラー放送番組を終了し、4月3日放送のスペシャル番組「ユミパン卒業SP」を以って完全終了となった。スペシャルを含めた放送回数は22回で、シリーズとしては『ミカパン』に次いで2番目に少ない。

## 放送リスト

### 2014年
| #  | ゲスト             | 放送日   | 備考 |
| -- | ------------------ | -------- | --- |
| 1  | 石原さとみ         | 10月17日 | 木曜劇場『ディア・シスター』第1回放送（16日22:00 - 23:09）のため、0:50 - 1:05に繰り下げ                                       |
| 2  | 三宅裕司           | 10月24日 | |
| 3  | リリー・フランキー | 10月31日 | |
| 4  | 柳楽優弥           | 11月7日  | |
| 5  | 武田鉄矢           | 11月14日 | |
| 6  | 森山直太朗         | 11月21日 | |
| 7  | 高橋克実           | 11月28日 | 『もうすぐ2014 FNS歌謡祭』（0:35 - 0:44）のため、0:44 - 0:59に繰り下げ                                                        |
| 8  | ゲッターズ飯田     | 12月5日  | |
| 9  | 観月ありさ         | 12月12日 | 『THE MANZAI 2014 決戦まであと3日SP』（0:35 - 0:44）のため、0:44 - 0:59に繰り下げ                                             |
| 10 | 板野友美           | 12月19日 | 『バンクーバーの朝日 序章』（0:35 - 0:44）及び 『有馬記念特別番組 BARグランプリ』（0:45 - 0:55）のため、0:55 - 1:10に繰り下げ |
| SP |                    | 12月26日 | 『ユミパン クリスマスSP』として0:45 - 1:45に生放送                                                                            |

### 2015年
| #  | ゲスト                                 | 放送日  | 備考 |
| -- | -------------------------------------- | ------- | --- |
| 11 | 三浦翔平                               | 1月16日 | 木曜劇場『問題のあるレストラン』第1回（15日22:00 - 23:09）及び 『2015新春ドラマ絶対に見たくな〜るTV』（0:50 - 1:00）のため、1:00 - 1:15に繰り下げ |
| 12 | 中島裕翔（Hey! Say! JUMP）             | 1月23日 | |
| 13 | 菜々緒                                 | 1月30日 | |
| 14 | ウーマンラッシュアワー                 | 2月6日  | 『E-girlsも熱狂!ナイトロって超"E"ね!』（0:35 - 0:45）のため、0:45 - 1:00に繰り下げ                                                                |
| 15 | 及川光博                               | 2月13日 | |
| 16 | chay                                   | 2月20日 | |
| 17 | 中村アン                               | 2月27日 | |
| 18 | キングコング                           | 3月6日  | |
| 19 | 中村勘九郎 (6代目)、中村七之助 (2代目) | 3月13日 | |
| 20 | TAKAHIRO（EXILE）                      | 3月20日 | 『映画「暗殺教室」に学ぶ尾木ママ的教育論』（0:35 - 0:45）のため、0:45 - 1:00に繰り下げ                                                            |
| SP |                                        | 4月3日  | 『ユミパン 卒業SP』として0:35 - 1:35に生放送 |

#### 休止
- 1月2日：『FNNニュース』（0:30 - 0:40）及び『アラおめ! 2015 1月3日は祝嵐とさせていただきます』（0:40 - 0:50）のため。
- 1月9日：『スター千一夜2015 オリエント急行殺人事件 スター集合!』（0:35 - 0:45）及び『めちゃ²イケてるッ!SPまであと2日SP』（0:45 - 0:50）のため。
- 3月27日：『コサキン・天海の超発掘!ものまねバラエティー マネもの』（26日22:30 - 23:53）放送に伴い、『キスマイBUSAIKU!?』が0:39 - 1:04に繰り下がったため。

## スタッフ
- 構成：酒井健作、奥田豪、興津豪乃、大野ケイスケ、今井太郎
- 美術制作：三竹寛典
- デザイン：邨山直也
- 美術進行：鈴木真吾、三上貴子
- 大道具：太田和弘
- アクリル装飾：斉藤祐介
- 装置：ファイバー・ワーク
- 生花装飾：宮崎夏菜子
- 特殊効果：中溝雅彦
- メイク：山田かつら
- TP：長田崇
- SW：馬塲義土
- カメラ：水長卓朗
- 音声：早見哲平
- VE：八橋大輔
- 照明：松田和樹
- CGディレクター：鈴木鉄平
- CGデザイン：久保田幸
- CG制作：デジデリック
- 編集：清野和敬、渡辺寛
- MA：渡辺真義、足達健太郎
- 音響効果：石崎野乃
- TK：槙加奈子
- デスク：保坂恵理子、関谷いづみ
- 技術協力：fmt、IMAGICA、J-WORKS
- 美術協力：赤竹、NARUMI、西川リビング、DI CLASSE
- 広報：清田美智子
- FD：加藤貴史
- ディレクター：北山拓、井口泰志、島田和正、林洋平
- プロデューサー：増谷秀行、鈴木浩史、倉科知美
- チーフプロデューサー：坪井貴史
- 制作：フジテレビバラエティ制作センター
- 制作著作：フジテレビ

## ネット局
| 放送対象地域   | 放送局             | 系列           | 放送日時                     | 備考       |
| -------------- | ------------------ | -------------- | ---------------------------- | ---------- |
| 関東広域圏     | フジテレビ         | フジテレビ系列 | 金曜 0:35 - 0:50（木曜深夜） | 制作局     |
| 岩手県         | 岩手めんこいテレビ | フジテレビ系列 | 金曜 0:35 - 0:50（木曜深夜） | 同時ネット |
| 宮城県         | 仙台放送           | フジテレビ系列 | 金曜 0:35 - 0:50（木曜深夜） | 同時ネット |
| 山形県         | さくらんぼテレビ   | フジテレビ系列 | 金曜 0:35 - 0:50（木曜深夜） | 同時ネット |
| 長野県         | 長野放送           | フジテレビ系列 | 金曜 0:35 - 0:50（木曜深夜） | 同時ネット |
| 岡山県・香川県 | 岡山放送           | フジテレビ系列 | 金曜 0:35 - 0:50（木曜深夜） | 同時ネット |

※永島の出身地である兵庫県を含む近畿広域圏の関西テレビ放送は『NMBとまなぶくん』を0:35 - 1:30枠に放送していたため、未ネットに終わった。